# Mauris Shamil
Hassan Mauris Shamil lub Maurice Schmeil (ar. حسن موريس شميل, ur. w 1906 w Aleksandrii, zm. ?) – egipski szermierz, brązowy medalista mistrzostw świata.
Podczas mistrzostw świata w Kairze w 1949 roku Egipcjanie w składzie: Salah Dessouki, Mohamed Abdel Rahman, Mahmoud Younes, Mauris Shamil i Jean-Gabriel Asfar zajęli trzecie miejsce w szpadzie drużynowej. Był to jego jedyny medal wywalczony w zawodach tego cyklu.
Wystąpił na igrzyskach olimpijskich w Berlinie w 1936 roku, gdzie odpadł w pierwszej rundzie floretu drużynowego i indywidualnego. Startował tam również w szpadzie, indywidualnie odpadł w pierwszej rundzie, a w turnieju drużynowym Egipcjanie dotarli do ćwierćfinałów. 